# اللادينية في سنغافورة
الدين في سنغافورة (إحصائيات 2020)
اعتباراً من عام 2020، 20% من السنغافوريين ليس لديهم أي انتماء ديني. يختلف معدل الإلحاد بين المجموعات العرقية في سنغافورة: فحوالي 26% من المقيمين الصينيين ليس لديهم دين، مقارنة بـ 0.4% فقط من سكان الملايو و2.2% من المقيمين الهنود. يعد العمر أيضاً عاملاً مهماً، حيث أشار حوالي 24% من الأشخاص الذين تتراوح أعمارهم بين 15 و24 عاماً إلى أنه ليس لديهم أي ارتباط ديني، مقارنة بـ 15% من السكان الذين تبلغ أعمارهم 55 عاماً وأكثر في التعداد السكاني الأخير.
يميل السنغافوريون اللادينيون إلى أن يكونوا ملحدين أو لاأدريين أو إنسانيين أو ألوهيين أو ربوبيين، أو شكوكيين. لا ينتمي بعض السكان المحليين إلى أي دين، ولكنهم يختارون ممارسة الطقوس التقليدية كما أسلافهم، والتي لا يعتبرونها بالضرورة دينية في جوهرها. ارتفع عدد الأشخاص اللادينيين في سنغافورة قليلاً، إذ تُشير تقارير التعداد إلى أن عددهم قد ارتفع من 13٪ في عام 1980 إلى 20٪ في عام 2010. وفي السنوات الأخيرة، أصبحت التجمعات الاجتماعية للأشخاص اللادينيين أكثر شعبية في سنغافورة.
منذ العام 2005، نظّمت المجموعات الملحدّة غير الرسميّة تجمعات اجتماعيّة لمناقشة الدين والعلمانيّة والكتابات الشعبيّة حول الموضوع من مؤلفين مثل ريتشارد دوكينز وكريستوفر هيتشنز. كانت إحدى المجموعات الأقدم تُسمَّى "Atheist Haven"، وشكَّلها ثلاثة من السنغافوريين في عام 2004.

## وصلات خارجية
- Humanist Society (Singapore)
- Singapore Atheists
- SEA Atheists
- Singapore Humanism Meetup